# Carales pastulata
Carales pastulata är en fjärilsart som beskrevs av Alpheus Spring Packard 1869. Carales pastulata ingår i släktet Carales och familjen björnspinnare. Inga underarter finns listade i Catalogue of Life.